# エリカ・セラ
エリカ・セラ（Erica Cerra, 1979年10月31日 - ）は、カナダブリティッシュコロンビア州バンクーバー出身の女優である。

## 人物
カナダのバンクーバーで生まれた。イタリア系。幼い頃から演技に魅了され、カナダの番組「KidZone」に出演したあと数々のコマーシャルに出演した。
2001年から2006年にかけて、高い評価を得た人気テレビ番組にゲスト出演した。
2006年、彼女はマイケル・ブーブレの曲「Save the Last Dance for Me」のミュージックビデオに出演した。
2010年11月、彼女はラファエレ・フィオーレと結婚。その後2012年5月に第一子となる長女を出産した。2016年8月、第二子を出産した。

## 出演作品

### 映画
- レッド・サイクロン
- 男と女の大人可愛い恋愛法則
- 侵入する男 The Intruder (2019)

### テレビシリーズ
- ユーリカ 〜地図にない街〜（ジョー・ルポ）
- SUPERNATURAL スーパーナチュラル シーズン6
- ヤング・スーパーマン ファイナル・シーズン
- サンクチュアリ シーズン2
- ウェアハウス13 〜秘密の倉庫 事件ファイル〜 シーズン1
- REAPER デビルバスター シーズン1
- バトルスター・ギャラクティカ シーズン2,3（マヤ）
- Lの世界 シーズン3（ウタ）
- 4400 未知からの生還者2

### オリジナルビデオ
- スティーヴ・オースティン ザ・ストレンジャー（グレース）